# Gerda Gabriel
Pour les articles homonymes, voir Gabriel.
Gerda Gabriel (née le 24 janvier 1956 à Könnern) est une chanteuse allemande.

## Biographie
Gerda Gabriel vient d'une famille de musiciens, apprend la trompette et l'accordéon, joue dans la fanfare et chante dans la chorale de l'école. Elle étudie la chimie à l'université Martin-Luther de Halle-Wittemberg. Puis elle se tourne vers la musique et étudie le chant à la Hochschule für Musik Franz Liszt Weimar. En 1979, elle fait sa première apparition à la télévision dans le spectacle Der Mann aus Colorado présenté par Dean Reed. S'ensuivent d'autres dans les émissions est-allemandes Oberhofer Bauernmarkt, Ein Kessel Buntes, Bong...
En 1990, elle signe chez Bogner Records et sort en 1993 l'album Fliege mit mir. En 1995, elle participe au spectacle pour enfants Susi Sause.
En 2019, elle célèbre ses quarante ans de carrière avec une anthologie double CD Liebe, Liebe, Liebe... meine 40 schönsten Lieder.

## Discographie
Albums
- 1993 : Fliege mit mir
- 1998 : Heimat
- 2000 : Wenn du für mich ein Herz hast
- 2001 : Frohe Weihnachten und ein glückliches Jahr 2002
- 2005 : Rosenzeit
- 2010 : Grenzenlose Sehnsucht
- 2019 : Das Beste von Gerda Gabriel - Liebe, Liebe, Liebe...meine 40 schönsten Lieder

## Source de la traduction
- (de) Cet article est partiellement ou en totalité issu de l’article de Wikipédia en allemand intitulé « Gerda Gabriel » (voir la liste des auteurs).